# Ceraarachne
Ceraarachne Keyserling, 1880 è un genere di ragni appartenente alla famiglia Thomisidae.

## Distribuzione
Le quattro specie note di questo genere sono diffuse in America meridionale: tre sono state rinvenute in Brasile ed una in Colombia

## Tassonomia
Considerato sinonimo anteriore di Synstrophius Mello-Leitão, 1925, a seguito di un lavoro degli aracnologi Teixeira, Campos & Lise del 2014.
Non sono stati esaminati esemplari di questo genere dal 2014.
A giugno 2014, si compone di quattro specie:
- Ceraarachne blanci (Mello-Leitão, 1917) — Brasile
- Ceraarachne germaini Simon, 1886 — Brasile
- Ceraarachne goyannensis Mello-Leitão, 1929 — Brasile
- Ceraarachne varia Keyserling, 1880[2] — Colombia

### Specie trasferite
- Ceraarachne muricata (Mello-Leitão, 1942); trasferita al genere Ulocymus Simon, 1886 a seguito del lavoro di Teixeira et al., del 2014[1].